# Kyriani Sabbe
Kyriani Sabbe (Gent, 26 gennaio 2005) è un calciatore belga, difensore del Club Bruges.

## Caratteristiche tecniche
È un terzino destro.

## Carriera

### Club
Sabbe è cresciuto nel settore giovanile del Club Bruges, con cui ha firmato il primo contratto professionistico nel 2020 al compimento di 15 anni di età. Il 31 gennaio 2021 ha debuttato con la seconda squadra dei nerazzurri, il Club NXT, nell'incontro di Tweede klasse perso 2-1 contro il Seraing, divenendo il più giovane debuttante del club. Il 30 settembre 2022 ha segnato il suo primo gol in carriera contro il Virton.
Il 2 aprile 2023 ha debuttato con la prima squadra nell'incontro di Pro League vinto 3-0 contro il Malines. Il 12 giugno seguente ha prolugnato il contratto fino al 2025.

### Nazionale
Ha giocato nelle nazionali giovanili belghe Under-15, Under-17 ed Under-18.

## Statistiche

### Presenze e reti nei club
Statistiche aggiornate al 12 marzo 2025.
| Stagione           | Squadra            | Campionato         | Campionato | Campionato | Coppe nazionali | Coppe nazionali | Coppe nazionali | Coppe continentali | Coppe continentali | Coppe continentali | Altre coppe | Altre coppe | Altre coppe | Totale | Totale | Totale |
| Stagione           | Squadra            | Comp               | Pres       | Reti       | Comp            | Pres            | Reti            | Comp               | Pres               | Reti               | Comp        | Pres        | Reti        | Pres   | Reti   |        |
| ------------------ | ------------------ | ------------------ | ---------- | ---------- | --------------- | --------------- | --------------- | ------------------ | ------------------ | ------------------ | ----------- | ----------- | ----------- | ------ | ------ | ------ |
| 2020-2021          | Club NXT           | D2                 | 7          | 0          | -               | -               | -               | -                  | -                  | -                  | -           | -           | -           | 7      | 0      |        |
| 2022-2023          | Club NXT           | D2                 | 23         | 2          | -               | -               | -               | -                  | -                  | -                  | -           | -           | -           | 23     | 2      |        |
| 2023-2024          | Club NXT           | D2                 | 3          | 0          | -               | -               | -               | -                  | -                  | -                  | -           | -           | -           | 3      | 0      |        |
| 2024-2025          | Club NXT           | D2                 | 1          | 0          | -               | -               | -               | -                  | -                  | -                  | -           | -           | -           | 1      | 0      |        |
| Totale Club NXT    | Totale Club NXT    | Totale Club NXT    | 34         | 2          |                 | -               | -               |                    | -                  | -                  |             | -           | -           | 34     | 2      |        |
| 2022-2023          | Club Bruges        | D1                 | 3          | 0          | CB              | 0               | 0               | UCL                | 0                  | 0                  | -           | -           | -           | 3      | 0      |        |
| 2023-2024          | Club Bruges        | D1                 | 21         | 1          | CB              | 0               | 0               | UECL               | 12                 | 0                  | -           | -           | -           | 33     | 1      |        |
| 2024-2025          | Club Bruges        | D1                 | 16         | 0          | CB              | 5               | 0               | UCL                | 6                  | 1                  | -           | -           | -           | 27     | 1      |        |
| Totale Club Bruges | Totale Club Bruges | Totale Club Bruges | 40         | 1          |                 | 5               | 0               |                    | 18                 | 1                  |             | -           | -           | 63     | 2      |        |
| Totale carriera    | Totale carriera    | Totale carriera    | 74         | 3          |                 | 5               | 0               |                    | 18                 | 1                  |             | -           | -           | 98     | 4      |        |

## Palmarès
- Campionato belga: 1

Club Bruges: 2023-2024
- Coppa del Belgio: 1

Club Bruges: 2024-2025
- Supercoppa del Belgio: 1

Club Bruges: 2025